# Ratpenat llistat de Goodwin
El ratpenat llistat de Goodwin (Chiroderma trinitatum) és una espècie de ratpenat de la família dels fil·lostòmids. Viu a Bolívia, el Brasil, Colòmbia, l'Equador, la Guaiana Francesa, Guaiana, Panamà, el Perú, Surinam, Trinitat i Tobago i Veneçuela. Tot i que és poc conegut, el seu hàbitat natural ara Veneçuela és majoritàriament en boscos tropicals i multiestratals (Handley, 1976) i es produeix en àrees obertes. Els exemplars de Trinitat foren capturats en una cova ben il·luminada. No hi ha cap amenaça significativa per a la supervivència d'aquesta espècie, tot i que està afectada per la pèrdua de l'hàbitat.